# 波动拳
波动拳（Hadouken），是卡普空游戏街头霸王的隆（Ryu，リュウ）、肯（Ken，ケン・マスターズ）與櫻（Sakura，春日野さくら）的必杀技之一。根据游戏开发者西山隆志所说，原型是动画宇宙戰艦大和號的波動砲。